# Electroderaeous
Electroderaeous is een geslacht van wantsen uit de familie van de Miridae (blindwantsen). Het geslacht werd voor het eerst wetenschappelijk beschreven door Artur Taszakowski et al. in 2023.

## Soorten
Het genus bevat de volgende soorten:

- Electroderaeous crassicornis Taszakowski, Kim, Bonino, Tettamanzi & Jung, 2023